# أبغرم (قلعة أصغر)
أبغرم (بالفارسية: آبگرم) هي قرية تقع في إيران في ناحية لاله زار. يقدر عدد سكانها بـ 20 نسمة .